# Szopa (Wejherowo)
Szopa [pronunciación en polaco: /ˈʂɔpa/] (en alemán: Schoppe) es un pueblo en el distrito administrativo de Gmina Szemud, dentro delrowo, Voivodato de Pomerania, en el norte de Polonia. Se encuentra a aproximadamente 8 kilómetros al suroeste de Szemud, 20 kilómetros al sur de Wejherowo, y 33 kilómetros al oeste de la capital regional, Gdańsk.
Para detalles de la historia de la región, véase Historia de Pomerania.